# 吉川町 (新潟県)
吉川町（よしかわまち）は、新潟県の南西にある中頸城郡の北東部に位置していた町。上越市への通勤率は15.6%・柿崎町への通勤率は13.1%（いずれも平成12年国勢調査）。2005年1月1日に上越市に編入し、町域は地域自治区吉川区となった。

## 地理
- 山: 尾神岳
- 河川: 吉川、平等寺川、大出口川
- 湖沼: 中条ノ池

### 隣接していた自治体
- 東：柏崎市
- 南：大島村、浦川原村
- 西：頸城村、大潟町
- 北：柿崎町

## 歴史

### 沿革
- 1901年（明治34年）11月1日 - 中頸城郡上吉川村（一部）、中吉川村、大出口村が合併し吉川村（よしかわむら）が発足。
- 1955年（昭和30年）3月31日 - 中頸城郡吉川村、源村、旭村（一部）が合併し、町制施行して吉川町となる。
- 1958年（昭和33年）1月1日 - 中頸城郡柿崎町と境界の一部を変更。
- 2005年（平成17年）1月1日 - 上越市に編入され、町域は地域自治区「吉川区」となる。

## 行政
- 町長：角張保（1995年1月15日から）

## 姉妹都市・提携都市

### 国内
- 荒川区（東京都）

## 地域

### 教育
- 旧旭小学校
- 旧源小学校
- 吉川小学校
- 吉川中学校
- 新潟県立吉川高等学校

## 名所・旧跡・観光スポット・祭事・催事
- よしかわ杜氏の郷
- 長峰温泉
- やったれ祭り
- 酒祭り
- パラグライダー大会
- 尾神岳